# کپلر-۴۴۲بی
کپلر-۴۴۲بی (به انگلیسی： kepler-442b) احتمالاً یک سیاره اقیانوسی و زمین سان است. این سیاره در تاریخ ۶ ژانویه ۲۰۱۵ توسط تلسکوپ فضایی کپلر کشف شد.
این سیاره در صورت فلکی شلیاق (به انگلیسی：Lyra) قرار دارد و ۱۲۲۰ سال نوری (۳۴۲ پارسک) با زمین فاصله دارد. این سیاره احتمالاً میزبان حیات فرازمینی است.

## ویژگی‌ها
این سیاره یک سیاره ابر زمین است. شعاع این سیاره ۸٬۵۳۷ کیلومتر است یعنی این سیاره ۱٫۳۴ برابر بزرگ‌تر از زمین است. نیروی جاذبه آن ۳۰ درصد قوی‌تر از جاذبه زمین است. این سیاره ۲٫۹ میلیارد سال عمر دارد. نام ستاره این سیاره کپلر ۴۴۲ (به انگلیسی： kepler-442) است. طول مدار این سیاره به دور ستاره‌اش ۱۱۲٫۳ روز است. این سیاره ۷۰ درصد نور ستاره خود را دریافت می‌کند. مطالعات در سال ۲۰۱۵ نشان داده‌است که کپلر ۴۴۲بی به همراه کپلر ۶۲اف و کپلر ۱۸۶اف شبیه‌ترین سیاره‌ها نسبت به زمین هستند.